# Poppiana dentata
Espèce
Synonymes
- Dilocarcinus dentatus cayennensis Pretzmann, 1968[2]
- Dilocarcinus dentatus trinidadensis Pretzmann, 1968[2]
- Dilocarcinus dentatus (Randall, 1840)[2]
- Dilocarcinus multidentatus von Martens, 1869[2]
- Orthostoma dentata Randall, 1840[2]

Statut de conservation UICN

 LC  : Préoccupation mineure
Poppiana dentata est une espèce de crabes de la famille des Trichodactylidae qui se rencontre en Amérique du Sud et, notamment, dans le bassin de l'Orénoque.